# Oostelijke Vechtplassen
Oostelijke Vechtplassen is een Natura 2000-gebied, een ten behoeve van natuurbescherming aangewezen gebied. Het is geen historische of aardrijkskundige naam.
Het Natura 2000-gebied Oostelijke Vechtplassen is opgenomen in het Europese systeem Natura 2000 als gebied nummer 95, in de categorie Meren en moerassen. Het is aangewezen als Vogelrichtlijngebied en als Habitatrichtlijngebied op 4 mei 2013. De beschermde natuurmonumenten Loosdrecht en Terra Nova horen (deels) tot het Natura 2000-gebied.
Het natuurgebied beslaat 6.988 ha en bestaat uit een reeks van laagveenmoerassen, polders en plassen gelegen ten oosten van de rivier de Utrechtse Vecht waar het gebied naar is vernoemd. Het centrale deel van dit gebied is een watersportgebied dat bekendstaat onder de naam Loosdrechtse plassen.

## Ligging
Het Natura 2000-gebied Oostelijke Vechtplassen ligt in twee provincies:
- Noord-Holland: in de gemeenten Hilversum, Weesp en Wijdemeren
- Utrecht: in de gemeenten Stichtse Vecht en De Bilt.

Het voor natuurbescherming aangewezen gebied grenst in het noorden aan een ander Natura 2000 gebied, het Naardermeer. In het westen grenst het aan de Vechtstreek met zijn talrijke buitenplaatsen, landgoederen en kastelen. Naar het oosten liggen het Gooi en de Utrechtse Heuvelrug waarbij de overgang naar die gebieden overwegend sterk verstedelijkt is. De buitenplaatsen bij ’s Graveland en de bijzonder weidse polders bij Westbroek zijn qua natuur en landschap goed bewaard. Naar het zuiden toe grenst het gebied aan het Noorderpark, een natuurrijke bufferzone van de stad Utrecht.

## Gebiedsbeschrijving
Door langdurige turfwinning ontstond aanvankelijk een patroon van trekgaten en legakkers, dat later echter door de werking van wind en golfslag met name in het centrum van het gebied plaats maakte voor uitgestrekte ondiepe plassen. Deze kunnen onderling echter sterk verschillen. Zo is de bodem gewoonlijk zanderig, maar plaatselijk kwam onder het veen ook oude rivierklei tevoorschijn. De afstand tot de Utrechtse heuvelrug bepaalt de hoeveelheid schoon, kalkrijk kwelwater dat een gebied ontvangt.
Van zuid naar noord ziet men verder open landschappen met weiden, rietland en trilvenen plaatsmaken voor een steeds bosrijker landschap. De afwisseling wordt nog vergroot door aanwezigheid van droogmakerijen als de Horstermeer (vroeger een natuurlijk meer) en de (kletsnatte) Bethunepolder.
Verspreid door het gebied is verder op verschillende plaatsen zand gewonnen, waarbij bepaalde plassen sterk werden uitgediept en ook geheel nieuwe plassen werden gevormd, die meestal een recreatieve functie kregen.

## Eigendom
Het beschermde gebied meet in totaal 6.988 ha. Daarvan bezat Natuurmonumenten ca. 2750 ha. Ook Staatsbosbeheer bezit enkele belangrijke natuurgebieden ter grootte van ca. 300 ha.
Tussen de natuurgebieden in liggen nog talloze verspreide percelen van particulieren. In sommige gebieden komen ook veel recreatiewoningen voor, met name in de Kievitsbuurt bij Breukelen. Terwijl in het noorden nochtans sprake is van een keten van vrijwel aaneengesloten natuurgebieden, wisselen in het zuiden de natuurgebieden zich af met gebieden waar de landbouw overheerst, zoals de polders Bethune en Westbroek.

## Beheer
De rol van vaarwegbeheerder voor de plassen en de aanliggende vaarwegen berust voor een groot deel bij het Plassenschap Loosdrecht en omgeving, een samenwerkingsverband van gemeenten dat gebruikmaakt van de uitvoerende diensten van Recreatie Midden-Nederland.

### Watersysteem
Een van de kernopgaven in het beheer betreft het streven naar een evenwichtig watersysteem. Daarbij staat het streven naar schoon helder water voorop. Dat dient zowel de zwemwaterkwaliteit as de natuurwaarden. Belangrijk daarbij is een natuurlijke peildynamiek, die thans ernstig ontregeld is. Een groot deel van het wateroppervlak is namelijk vertroebeld door het verminderen van kwelstromen het Gooi, en als gevolg daarvan de aanvoer van voedselrijk en niet al te schoon water uit de Vecht.
Waterkwaliteitsproblemen worden verder in de hand gewerkt door het opwoelen van bodemmateriaal en de “verbraseming”. Met dat laatste bedoelt men het ontstaan van een troebel milieu waarin bodemwoelers zoals de brasem zich thuis voelen en het waterkwaliteitsprobleem continueren.
Inmiddels is de fosfaatbelasting teruggedrongen, maar de waterplantenvegetaties hebben zich niet hersteld. Enkele biomanipulatieprojecten rond herstel van waterbodems met wegvangen van brasem hebben veelbelovende resultaten opgeleverd, hoewel dit niet betekent dat er een nieuwe, duurzame evenwichtstoestand is ontstaan met helder water, meer diersoorten en waterplanten. Verder onderzoek is nodig..
Men hoopt dus meer heldere wateren met kranswieren, krabbenscheer en fonteinkruid terug te brengen. Helaas blijkt nu dat deze planten een overwicht gaan vormen en watersport onmogelijk gaat maken. Nevenresultaat van de plantengroei is de opkomst van vier soorten rivierkreeft die hier niet thuis horen. Men hoopt met baggeren dit groeiproces een halt toe te roepen. Misschien dat een nieuwe watersoort terugkomt waarin soorten als bittervoorn, grote en kleine modderkruiper zich thuis voelen.

### Begroeiing
Een ander belangrijk beheersdoel is om een complete set van alle mogelijke successiestadia van de laagveenverlanding te bewaren of terug te brengen met de daarbij behorende plantengroei. Het gaat daarbij met name om plantengemeenschappen van open water, trilveen, veenmosrietland, veen-heide, hoogveenbos, blauwgrasland, moeras met galigaan en bijzondere graslanden met kievitsbloem, glanshaver en vossenstaart, mede omwille van vogels als kemphaan en watersnip.
Voor vogels van rietmoerassen vogelstand streeft men naar brede stroken met overjarig riet (inclusief “waterriet”). De soorten die dat nodig hebben zijn onder meer grote karekiet, snor, roerdomp en purperreiger.

## Lijst van natuurgebieden
Het Natura 2000-gebied omvat van noord naar zuid:
- Ankeveense Plassen
- Spiegel- en Blijkpolderplas
- Horstermeerpolder
- Kortenhoefse Plassen
  - Het Wijde Blik
- Het Hol
- Loosdrechtse Plassen
  - Loenderveense Plassen
    - Waterleidingplas
    - Terra Nova (het plassendeel van het landgoed)

  - Vuntus
  - Eerste tot en met de Vijfde Plas
  - Breukeleveense Plas of Stille Plas
  - Kievitsbuurt
- Polder Mijnden
- Tienhovense Plassen
- Bethunepolder
- Molenpolder
- Gagelpolder